# Barkó vára
Barkó vára (szlovákul: Brekov vagy Brekovský hrad) Homonna és Őrmező között, Barkó szomszédságában állt a Laborc folyó völgyében, mára csak romjai maradtak meg. A vár a 13. században épült a Homonnai-hegység nyugati szélén, 280 méteres tengerszint feletti magasságban.
1963-tól Szlovákia kulturális örökségének része, 2009-től részleges helyreállítás alatt áll, amit a várrom megmentéséért szerveződő egyesület végez. A vár területe a nyilvánosság által szabadon látogatható.

## Története
A várat a 13–14. század fordulóján építette a Kaplon nemzetség nagymihályi ága. Eredetileg, hasonlóan Jeszenő, Csicsva és Vinna váraihoz, a Galíciába vezető kereskedelmi utat védte. Az első írásos emlék 1307-ből való. Petenye fia Péter lázadása után I. Király a Drugetheknek adományozta honorbirtokként, majd I. Lajos 1343-ban a család örökbirtokává tette. A 15. század első felében megerősítették, 1466-ban a közelében csaptak össze Hunyadi Mátyás és IV. Kázmér lengyel király hadai. 1486 és 1605 között a Szapolyai-család birtokolta, akik kibővítették és korszerűsítették erődítményeit. 1527-ben a tokaji csatát követően ide menekült Szapolyai János.
1558-ban a Ferdinánd elleni nemesi felkelést leverő császári csapatok elfoglalták és részben lerombolták. Drugeth IV. Miklós 1575-ben újjáépíttette, a várat azonban 1624-ben Bethlen Gábor foglalta el, majd 1644-ben I. Rákóczi György hadai bevették és szinte teljesen lerombolták. Ezt követően már csak a lakrészeket hozták részlegesen rendbe, de a 17. század végén a Habsburg-ellenes felkelések következtében végleg elhagyták és elhanyagolták.

## A vár és környéke
A vár legrégebbi része ovális alaprajzú, követi a sziklacsúcs alakját, amelyre épült, délnyugaton egy torony csatlakozik hozzá. A várat először a Drugethek bővítették ki palotával és az északi oldalon elővárral. Az alsóvárat Szapolyai István idejében keleti irányba hosszabbították meg. Az alsóvárba különálló négyzet alapú kaputornyon keresztül lehetett bejutni. Az utolsó nagyobb bővítés során a várkapu mellé későgótikus bástyát emeltek, a felsővárhoz pedig a nyugati oldalon adtak hozzá egy építményt. A vár sosem volt stratégiai fontosságú, mindvégig megmaradt uradalmi központnak.

## Jelenlegi állapota
Az alsóvár nagyrészt megsemmisült, a felsővár épületeinek falai két-három emelet magasságig állnak. Megmaradtak a kaputorony romjai, a várkapuk, és a felsővár bejárata, ami feltételezhetően csapóhídon keresztül volt megközelíthető. Láthatóak továbbá a boltíves pince, a konyha és a kemence maradványai.
A várban talált leletek a nagymihályi Zempléni Múzeumban kerültek kiállításra, de a nyári hónapokban a várrom alatt megnyitott múzeumba szállítják őket.

## Turisztikai kapcsolatrendszere
Jeszenő vára turistaúton Barkóból érhető el, a sárga jelzést követve.
- a  jelzést követve Barkóból ↑ 0:30 h, ↓ 0:20 h

## Galéria

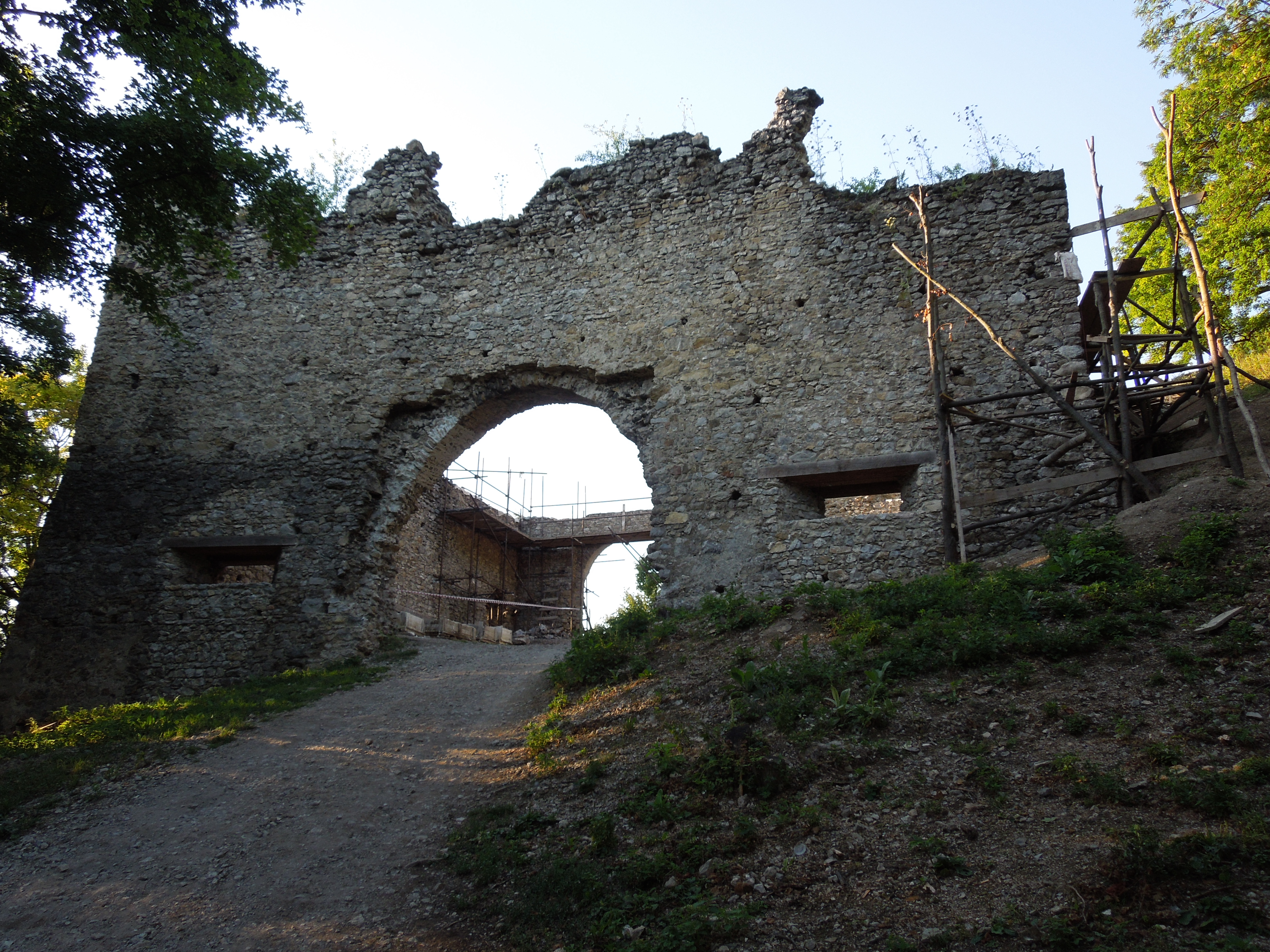
A kaputorony romjai a helyreállított lőrésekkel
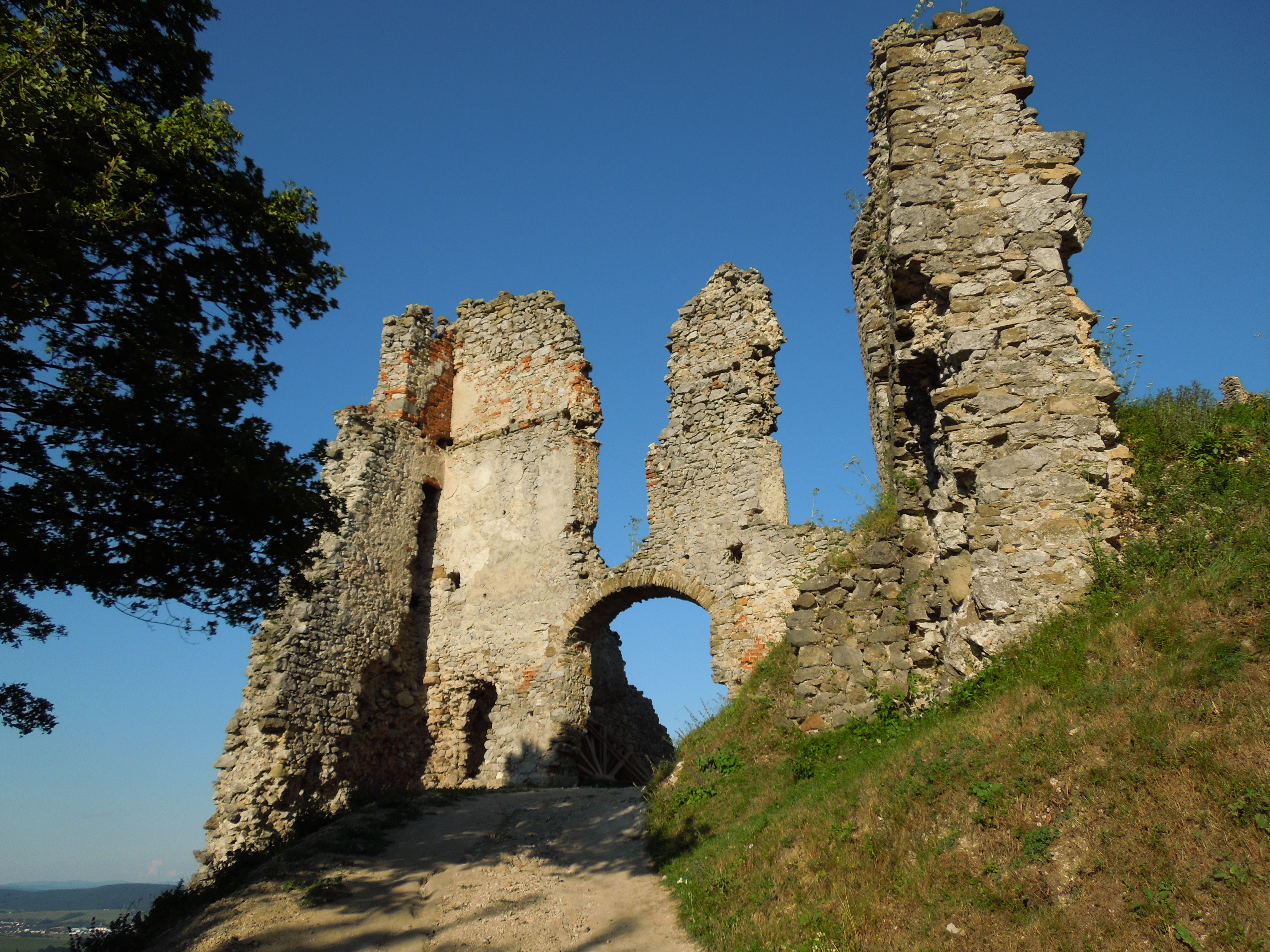
Az alsóvár bejárata
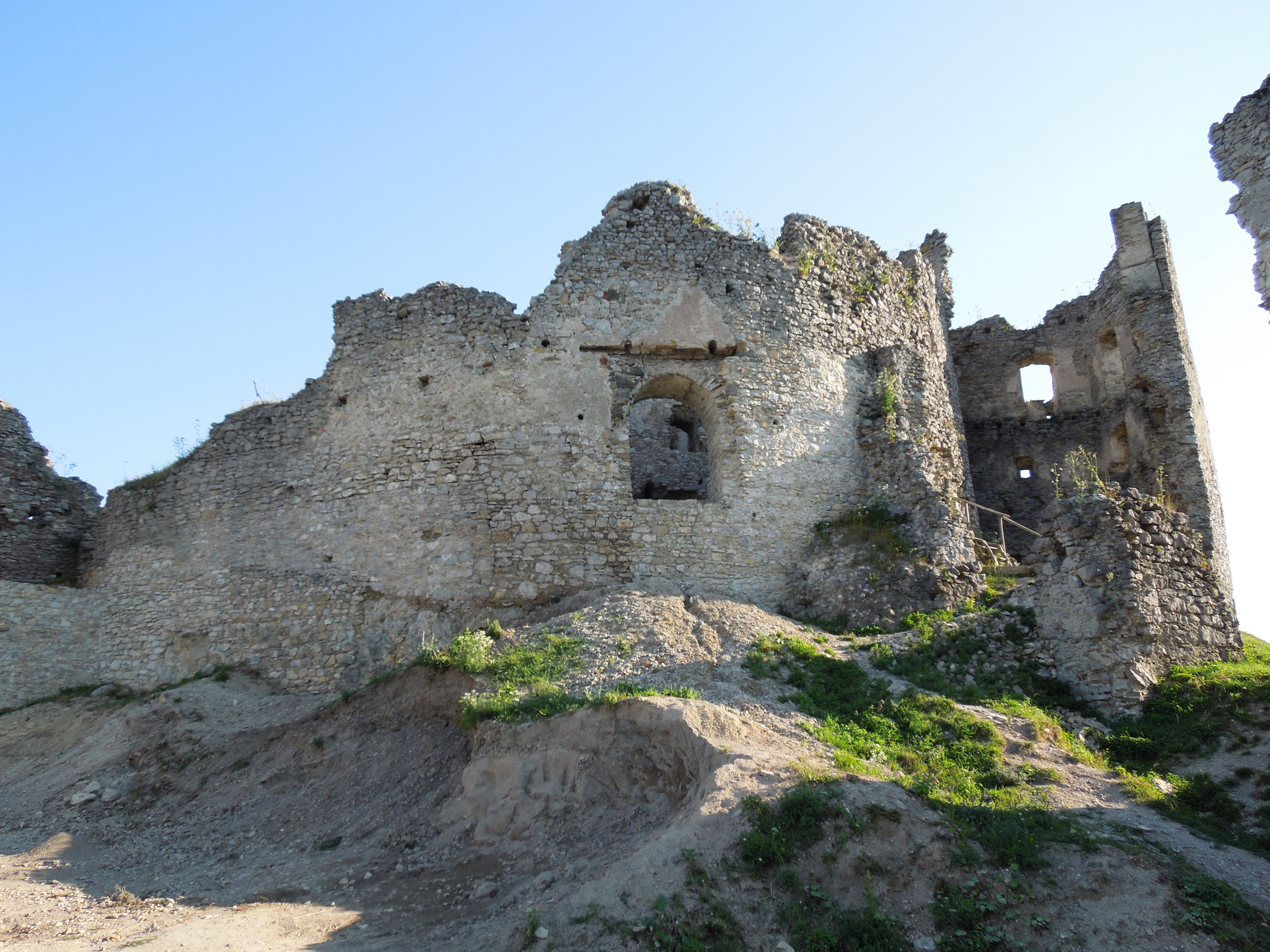
A felsővár falainak romjai
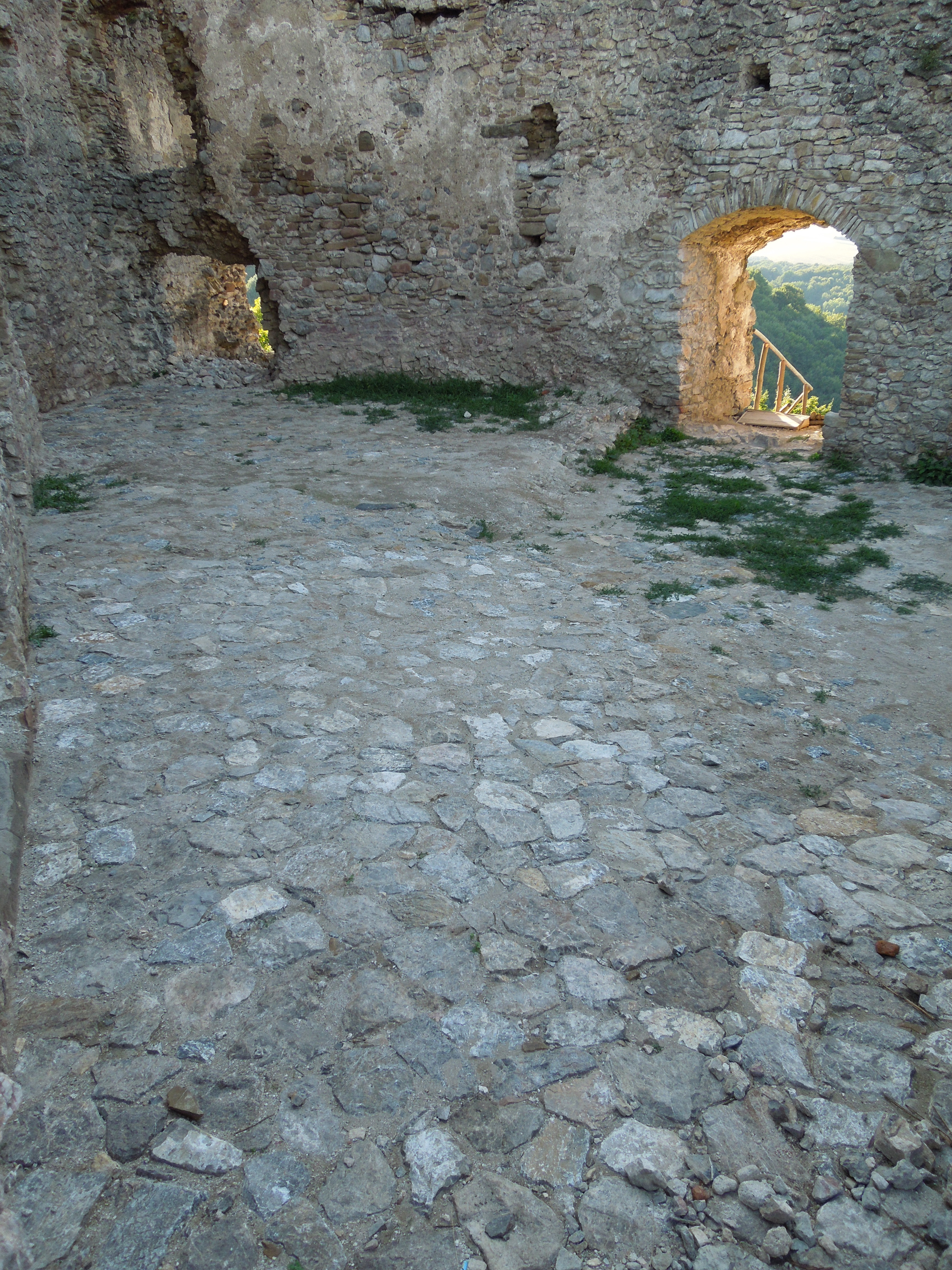
A felsővár udvarának kövezete
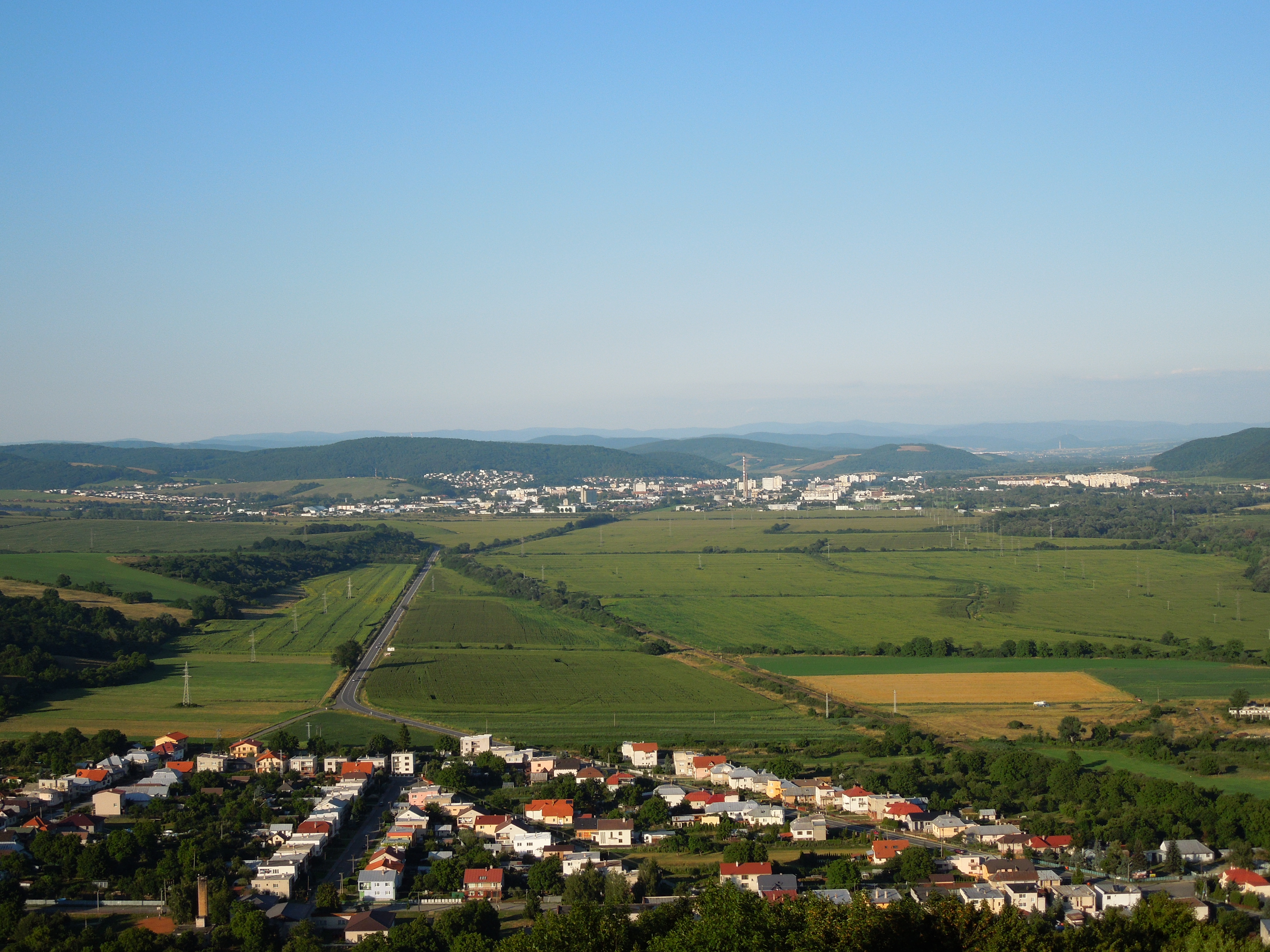
Kilátás Homonna irányába